# Hölingen
Hölingen ist ein Ortsteil der Gemeinde Winkelsett, die zur Samtgemeinde Harpstedt im niedersächsischen Landkreis Oldenburg gehört.

## Geografie und Verkehrsanbindung
Hölingen liegt an der Kreisstraße K 5 südwestlich des Kernortes Winkelsett, südwestlich des Kernortes Harpstedt und südöstlich des Stadtkerns von Wildeshausen.
Südlich fließt der Lütnantsbach, ein rechtsseitiger Nebenfluss der Hunte, die westlich fließt.

## Geschichte
Der Ort wurde erstmals in den Hoyer Lehnsregistern von vor 1346 als „Holinghen“ erwähnt. 1821 gab es 11 Feuerstellen mit 75 Einwohnern.
Am 1. März 1974 wurde Hölingen nach Winkelsett eingegliedert.